# Francolí de Swainson
El francolí de Swainson (Pternistis swainsonii) és una espècie d'ocell de la família dels fasiànids (Phasianidae) que habita estepes arbustives a prop de l'aigua, d'Àfrica meridional, des del sud d'Angola i oest de Moçambic fins al nord-est de Sud-àfrica.